# Рижково (Крутинський район)
Рижково (рос. Рыжково) — присілок в Крутинському районі Омської області Російської Федерації.
Засноване 1804 року як поселення для засланців.

## Історія
Засновниками поселення стали інгерманландці, заслані з Ямбурзького повіту у Західний Сибір за участь у Каугернському повстанні. З 1840-х років поселення стало центром розміщення усіх засланих лютеран: здебільшого інгерманландців, фінів, естонців та латишів. Мешканці займалися переважно скотарством та сільським господарством, зокрема, вирощуючи жито і ячмінь.
З 1930-х років у присілку починають селитись росіяни. Після утворення радгоспу та відкриття середньої школи почався масовий приплив фахівців — росіян, казахів і німців. Згідно з переписом населення, станом на 1989 рік у присілку проживали представники 16 національностей. Більшість населення складали латиші (31%) та естонці (28%).
Сьогодні в населеному пункті проживають предстаники 10 національностей.